# الزرايب
الزرائب هي قرية سودانية تقع في الولاية الشمالية محافظة دنقلا محلية القولد وعلى الضفة الشرقية لنهر النيل. مساحة قدرها (5) كيلومترات مربعة تحدها من الناحية الشمالية قرية أم كرابيج ومن الجنوب قرية ناوا ومن الغرب يفصلها النيل عن قرية شبعانه ومن الشرق مشروع الخوي.
ويقدر سكانها بحوالي (3000) نسمة ويوجد بها قبائل الدناقلة والبديرية والقراريش وهي جزء لايتجزأ من قبيلة الكبابيش. وهم اصحاب طرفة وسرعة البديهة. ويمتازون بالمصارحة والشفافية والمواجهة الصريحة والعلنية . لذلك تجدهم عمليين ومنجزين لما يقولون ويتفقون عليه. وتعتمد في اقتصادها على الزراعة نظراً لقربها الشديد من النيل،يزروعون النخيل والقمح والفول المصري والذرة والخضروات - مثل الطماطم	والبصل والليمون -وايضا يعملون في المخابز والتجارة والاغتراب كحال قرى الولاية الشمالية.

## الاسم
(الزرائب) هو جمع زريبة والزريبة هي سور من الاخشاب أو غصون الاشجار ومنها جريد النخل الجاف أو الدوم والزريبة تستخدم كسور مانع لحفظ الزراعة حيث استخدم الإنسان الزريبة كسور كبير وبداخلها يوجد المسكن سواى مبني بالطين أو بيوت من القصب والقش .

## معالم القرية
- مدرسة الزبير محمد صالح الاساسية المختلطة
- معهد لتحفيظ القران الكريم
- مركز صحي مصطفي عثمان إسماعيل
- يوجد بها مسجدين
- شبكة مياه
- نادي الشروق رياضي ثقافي اجتماعي